# Ditassa myrtilloides
Ditassa myrtilloides là một loài thực vật có hoa trong họ La bố ma. Loài này được Fenzl ex Fourn. mô tả khoa học đầu tiên năm 1885.